# Семерджян, Манук Паносович
Манук Паносович (Погосович) Семерджян (арм. Մանուկ Փանոսի (Պողոսի) Սեմերջյան; 1928, Афины — 1978, Ереван) — советский футболист, защитник. Мастер спорта СССР.
Выступал за ереванские клубы «Динамо» (1948—1953) и «Спартак» (1954—1962). В классе «А» в 1949—1950, 1960—1962 годах провёл 119 матчей, забил семь голов.
Участник Спартакиады народов СССР 1956 года в составе сборной Армянской ССР.
Финалист Кубка СССР 1954 года.
По окончании карьеры футболиста — тренер.